# 김인주
김인주(1958년 12월 13일 ~ )는 대한민국의 기업인이다.

## 경력
경상남도 김해 출신으로 마산고등학교와 서울대학교 산업공학과, KAIST 산업공학과 대학원에서 수학하였고, 1980년 제일모직에 입사하여 삼성회장비서실 재무팀장, 삼성전략기획실 사장 등을 역임하였다. 제일모직 경리과에서 일하다 이학수의 천거로 1994년부터 삼성회장비서실에서 근무하게 되었다.
그가 현재의 삼성그룹의 순환출자식 지배구조를 구상하고 계열사 지분을 사고파는 작업을 실행했다는 주장이 있다. 김용철 변호사는 삼성의 비자금 관련 폭로 때에 ‘삼성 사태’의 가장 본질적인 문제로 꼽히는 ‘삼성에버랜드 사건’ 재판의 증인·증언 조작의 장본인으로 이학수와 김인주를 지목했다.
2009년 8월 14일 삼성 에버랜드 전환사채 편법 증여 사건 파기환송심에서 김인주는 징역 3년에 집행유예 5년을 선고 받았다.